# Kaplice
Kaplice è una città della Repubblica Ceca facente parte del distretto di Český Krumlov, in Boemia Meridionale.

## Amministrazione

### Gemellaggi
- Freistadt - Austria (1994)